# 2122 П'ятирічка
2122 П'ятирічка (2122 Pyatiletka) — астероїд головного поясу, відкритий 14 грудня 1971 року.
Тіссеранів параметр щодо Юпітера — 3,512.